# A. J. Buckley
Alan John Buckley, noto come A. J. Buckley (Dublino, 9 febbraio 1977), è un attore e doppiatore irlandese naturalizzato canadese.

## Biografia
Nato in Irlanda, si trasferisce con la famiglia a White Rock, in Canada, all'età di 6 anni.

### Carriera
A. J. Buckley appare nel 1998 nel thriller di fantascienza Generazione perfetta, a fianco dell'attrice Katie Holmes.
Nel 2002 partecipa a Warnings - Presagi di morte (Silent Warnings) con Stephen Baldwin e Billy Zane.
Nel 2005, a Buckley fu offerta la parte di Adam Ross nella serie televisiva drammatica CSI: NY. La parte gli era stata affidata per un numero limitato di episodi, ma alla fine della terza stagione dello show, nel 2007, gli fu offerto un contratto di cinque anni. Prima di ricevere il ruolo di Ross in CSI: NY, Buckley apparve sull'originale CSI - Scena del crimine nel 2004.
Dal 2017 interpreta il SEAL texano Sonny Quinn nella serie TV statunitense SEAL Team.

## Filmografia parziale

### Attore

#### Cinema
- Generazione perfetta (Disturbing Behavior), regia di David Nutter (1998)
- Atti di violenza (Random Acts of Violence), regia di Drew Bell e Jefferson Langley (1999)
- Desert Vampires (The Forsaken), regia di J. S. Cardone (2001)
- Blue Car, regia di Karen Moncrieff (2002)
- Warnings - Presagi di morte (Silent Warnings), regia di Christian McIntire (2003)
- Timecop 2 (Timecop 2: The Berlin Decision), regia di Steve Boyum (2003)
- U-429 - Senza via di fuga (In Enemy Hands), regia di Tony Giglio (2004)
- Walking Tall: The Payback, regia di Tripp Reed (2007)
- Skateland, regia di Anthony Burns (2010)
- Christmas mail (2010)
- Home Sweet Hell, regia di Anthony Burns (2015)
- Sergio & Sergei - Il professore e il cosmonauta (Sergio & Sergei), regia di Ernesto Daranas (2017)

#### Televisione
- X-Files (The X-Files) – serie TV, episodio 3x12 (1996)
- Una bionda su due ruote (Motocrossed), regia di Steve Boyum – film TV (2001)
- Senza traccia (Without a Trace) – serie TV, episodio 1x12 (2003)
- CSI - Scena del crimine (CSI: Crime Scene Investigation) – serie TV, episodio 5x04 (2004)
- CSI: NY – serie TV, 140 episodi (2005-2013) – Adam Ross
- Supernatural – serie TV, 4 episodi (2006-2010)
- Bones – serie TV, episodio 2x20 (2007)
- Ghostfacers – webserie, 9 episodi (2010)
- 21-12-2012 La profezia dei Maya (Doomsday Prophecy),  regia di Jason Bourque – film TV (2011)
- Flashpoint – serie TV, episodio 5x11 (2012)
- The Mentalist – serie TV, episodio 7x10 (2015)
- Murder in the First – serie TV, 12 episodi (2015)
- SEAL Team – serie TV, 114 episodi (2017-2024)

### Doppiatore
- Kingdom Hearts II – videogioco (2005)
- Happy Feet – film, regia di George Miller (2006)
- CSI: NY – videogioco (2008)
- Wolverine and the X-Men – serie animata, 4 episodi (2008-2009)
- The Super Hero Squad Show – serie animata, 4 episodi (2009)
- Teenage Mutant Ninja Turtles - Tartarughe Ninja (Teenage Mutant Ninja Turtles) – serie animata, episodio 1x09 (2012)

### Produttore
- Home Sweet Hell, regia di Anthony Burns (2015)

## Doppiatori italiani
Nelle versioni in italiano delle opere in cui ha recitato, A. J. Buckley è stato doppiato da:
- Nanni Baldini in X-Files
- Fabrizio Odetto in CSI: NY
- Marco Baroni in Supernatural
- Riccardo Scarafoni in Bones
- Federico Zanandrea in 21-12-2012 La profezia dei Maya
- Francesco Pezzulli in Justified - L'uomo di legge
- Gabriele Lopez in The Mentalist
- Mattia Bressan in Murder in the First
- Stefano Crescentini in Blue Bloods
- Francesco De Francesco in SEAL Team